# ニトロベンゼン
ニトロベンゼン (nitrobenzene) は、有機化合物で、ベンゼン環にニトロ基が置換した構造を持つ。ニトロベンゾール (nitrobenzol)、ミルバン油 (oil of mirbane) とも呼ばれる。黄色油状で甘い味覚がある。有毒で水に溶けにくい。杏仁豆腐のような、あるいは桃を腐らせたような芳香を持つ。日本法における劇物。

## 反応
濃硝酸と濃硫酸を混合した混酸をベンゼン (C6H6) に反応させて作る。このような反応はニトロ化と呼ばれ、芳香族求電子置換反応の代表例である。混酸中では反応活性種としてニトロニウムイオン (NO2+) が発生している。
{\displaystyle {\ce {H2SO4\ + HNO3 -> HSO4^- \ + H2NO3^+}}}
{\displaystyle {\ce {H2NO3^+ -> NO2^+ \ + H2O}}}
{\displaystyle {\ce {C6H6\ + NO2^+ -> C6H5NO2\ + H^+}}}
ニトロベンゼンをスズまたは鉄と塩酸と共に反応させるとアニリン塩酸塩を生じ、これに水酸化ナトリウムを加えることでアニリンが生成する。
他の多くのニトロ化合物とは異なり爆発性はなく、消防法上は第4類危険物（第3石油類）に指定されている。

## 用途
主にアニリンおよびその誘導体、例えばメチレンジフェニルイソシアネート (methylene diphenyl diisocyanate, MDI) などをはじめとして、ゴム、殺虫剤、農薬の製造に用いられる。靴や床の研磨剤、革製品の仕上げ剤、塗料の溶剤、不快臭を隠すための製品にも利用される。ニトロベンゼンの置換反応は m-誘導体を得るのに使われる (Mannsville 1991; Sittig 1991)。蒸留精製することにより、ミルバン油として石鹸用の安価な香料として用いられる。鎮痛薬のひとつ、アセトアミノフェン（別名パラセタモール）の製造原料としての市場価値も高い (Mannsville 1991)。また、非常に大きいカー定数を持つためカーセルに使われる。

## 生体への影響
急性症状としてニトロベンゼンの蒸気を吸引したり、皮膚より吸収することで、メトヘモグロビン血症を引き起こし疲労感、めまい、頭痛、吐き気を催す。慢性症状として肝障害を引き起こす。発癌性はIARCリスク評価では動物実験では発癌性が疑われるものの、ヒトでの疫学調査では発癌性が証明できない「ヒトに対して発癌性があるかもしれない」Group 2Bに分類される。
毒性を引き起こさない限界量 (NOAEL) は、1.2 mg/m3（吸引）、0.36 mg/kg/day（経口）と推定されている。
毒物及び劇物取締法により劇物に指定されている。

## 事故
2005年11月13日、中国吉林省吉林市で石油化学工場爆発事故が発生し、大量のニトロベンゼンをはじめとする有毒物質が現地を流れる松花江へ流入し、さらに下流であるアムール川に越境流入した。
同24日、ハルビン市にて高濃度のニトロベンゼンが検出され、水道用の取水口に達したことに伴い、水道水供給が停止されたため、数百万人の生活に深刻な影響が出た。また、アムール川下流域のハバロフスクでも警戒が高まり、ロシア政府は24日、アムール川での数年間の魚釣禁止を検討していると発表した。このため中国・ロシア政府間での問題に発展した。
さらに日本でも、北海道やオホーツク海地域における水産業や観光業への影響が懸念された。これは流氷が汚染物質を含むアムール川河口でできて流れてくるためだとされた。
その後北海道大学大学院の研究により、松花江の魚の体内におけるニトロベンゼンの含有量は2006年から徐々に減り、2007年に採取した試料ではほぼ影響は見られなくなったとしている。一方で、化学工場近くの排水溝などでは高濃度のニトロベンゼンが堆積していることが確認されている。